# Гмыри
Гмыри — деревня в Смоленском районе Смоленской области России. Входит в состав Хохловского сельского поселения. Население — 6 жителей (2007 год). 
Расположена в западной части области в 15 км к юго-западу от Смоленска, в 12 км южнее автодороги А141 Орёл — Витебск, на берегу реки Тростянка. В 14 км севернее деревни расположена железнодорожная станция Гнёздово на линии Смоленск — Витебск. 

## История
В годы Великой Отечественной войны деревня была оккупирована гитлеровскими войсками в июле 1941 года, освобождена в сентябре 1943 года. 